# 河姓
河姓為中國及朝鮮姓氏之一。

## 淵源
源于地名，出自唐朝时期的古河州，属于以居邑名称为氏。河州，在秦、汉时期称陇西，到了唐朝时期称「河州」，故址在今甘肃省的临夏回族自治州一带地区。在史籍《广舆记》中记载为：「河州，古西羌地，秦汉属陇西，唐曰河州，明置河州卫。」
汉、唐时期，随着民族融合进程的发展，有河州的羌、氐、突厥、匈奴等民族以居地名称为汉化姓氏，即称河氏，世代相传至今。
此外，也有河氏出自朝鲜半岛高丽国康州河道总管大臣，属于以官职称谓为氏。公元十八世纪初李氏朝鲜景宗李昀执政时期，朝鲜半岛灾荒频乃，贫苦民众不堪忍受饥饿之苦，开始不断违禁越鸭绿江、或破违海禁迁入中国的东北、山东境内。
到了公元十九世纪中叶，朝鲜半岛人民更是多批次、大规模地迁入中国，在与东北地区各族人民共同开发建设东北边疆，逐渐形成中国的一个少数民族——朝鲜族。河氏，即从朝鲜半岛迁入中国境内的一支。该支河氏的始祖为汉、唐时期的古新罗国人，原籍晋州（今韩国庆尚南道晋州市），在高丽显宗（元文大王）王询执政时期（公元1009～1031年在位），其先为河道总管的，后因功晋升为工部侍郎、康州河道总管大臣，官至尚书。
“河拱辰”本不是人的姓名，而是王氏高丽时期河道总管的官职称谓，主管漕运以及相关的工务，其后代子孙分衍为江陵（今韩国江原道江陵市）、江华（今韩国江华郡）两支，本贯均为晋州。朝鲜半岛历史上各势力原来一直使用汉字，自明正统十一年（李朝世宗荘献大王李祹六年，公元1446年）起，李氏朝鲜世宗荘献大王李祹开始创建高丽文，「河拱辰」的高丽文为「하공진」。进入中国后，在河拱辰的后裔子孙中，有取先祖官职称谓的汉义字为姓氏者，称河氏（하씨），世代相传至今。
另一說為河姓源于风姓，出自伏羲氏裔孙的分封地，属于以居邑名称为氏。伏羲氏，燧人氏之子，因风而生，故为风姓。因伏羲氏为汤古氏的后裔，所以在风姓中要保留族徽，为此风的古体字为「颺」。因十日为伏羲氏之子，十日必是汤谷的主人。《海外东经》证曰：「汤谷上有扶桑，十日所浴」。十日拆装组合为「早」，亦称「暘」。后因临水而居改称「汤」，所以十日族后来皆以汤为姓氏，称汤姓，比姜、姬之姓古老很多。

## 延伸阅读
[在维基数据编辑]
 《欽定古今圖書集成·明倫彙編·氏族典·河姓部》，出自陈梦雷《古今圖書集成》